# Concentrazione di quantità di sostanza
La concentrazione di quantità di sostanza (o concentrazione molare, simbolo M o c), è un'unità di misura della concentrazione di una specie chimica in una soluzione, è definita come le moli di soluto presenti in un litro di soluzione. Il termine molarità è ancora utilizzato ma la IUPAC ne sconsiglia l'utilizzo.
La concentrazione di quantità di sostanza, quindi, esprime il rapporto tra la quantità di chimica di soluto (espressa in moli) e il volume della soluzione (espresso in dm3).
Una concentrazione molare unitaria è quindi la concentrazione di una soluzione che ha disciolta una mole di soluto ogni litro di soluzione:
{\displaystyle c_{M}={\frac {\mathrm {mol} }{\mathrm {dm} ^{3}}}}
In relazione ad un composto ionico, che in realtà non esiste sotto forma molecolare ma come reticolo cristallino, più correttamente ci si riferisce alla formalità (simbolo F).
La concentrazione di quantità di sostanza non fa infatti parte del Sistema Internazionale delle unità di misura, secondo il quale è una unità obsoleta (così come la normalità N e molalità m) e viene sostituita dall'unità kmol/m3 o mol/dm3 (quest'ultima è consigliata dalla IUPAC).

## Esempio
Si vuole ricavare la concentrazione in molarità di 146 g di NaCl (cloruro di sodio) in 500 cm³ di soluzione. 
Ricaviamo prima la quantità di soluto:
{\displaystyle n_{NaCl}={\frac {m_{NaCl}}{M_{NaCl}}}={\frac {146\;\mathrm {g} }{58\;\mathrm {g/mol} }}=2,517\,\mathrm {mol} }
Quindi dividiamo per il volume della soluzione in litri:
{\displaystyle c_{NaCl}={\frac {n_{NaCl}}{V}}={\frac {2,517\,\mathrm {mol} }{0,500\,\mathrm {dm} ^{3}}}=5,03\,{\frac {\mathrm {mol} }{\mathrm {dm} ^{3}}}}
La concentrazione in unità SI sarebbe invece espressa:
{\displaystyle c_{NaCl}=5,03\times 10^{3}\,{\frac {\mathrm {mol} }{\mathrm {m^{3}} }}}

## Grandezze correlate
- Frazione massica
- Frazione molare
- Concentrazione massica